# Monotoma conicicollis
Monotoma conicicollis är en skalbaggsart som beskrevs av Aubé 1837. Monotoma conicicollis ingår i släktet Monotoma, och familjen gråbaggar. Arten är reproducerande i Sverige.